# Теорема Гильберта 90
Теоре́ма Ги́льберта 90 — одно из основных утверждений для конечных циклических расширений Галуа.

## Мультипликативная форма
Пусть {\displaystyle G} — группа Галуа конечного циклического расширения {\displaystyle E/K,} а {\displaystyle \sigma } - её образующая. Тогда норма любого элемента {\displaystyle \beta \in E} равна 1 тогда и только тогда, когда существует ненулевой элемент {\displaystyle \alpha \in E}, что {\displaystyle \beta ={\frac {\alpha }{\sigma (\alpha )}}.}

### Доказательство
Достаточность очевидна: если {\displaystyle \beta ={\frac {\alpha }{\sigma (\alpha )}},} то, учитывая мультипликативность нормы, имеем {\displaystyle N(\beta )={\frac {N(\alpha )}{N(\sigma (\alpha ))}}.} Так как норма для сепарабельных расширений равна произведению всех {\displaystyle \sigma _{i}(\alpha ),} а применение {\displaystyle \sigma } к такому произведению приводит лишь к перестановке сомножителей, то {\displaystyle {\frac {N(\alpha )}{N(\sigma (\alpha ))}}={\frac {N(\alpha )}{N(\alpha )}}=1.}
Для доказательства необходимости выпишем следующее отображение:
{\displaystyle \mathrm {id} +\beta \sigma +\beta \sigma (\beta )\sigma ^{2}+\ldots +(\beta \sigma (\beta )\ldots \sigma ^{n-2}(\beta )\sigma ^{n-1}).}
Согласно теореме о линейной независимости характеров это отображение не является нулевым. Поэтому существует элемент {\displaystyle \gamma \in E,} для которого
{\displaystyle 0\neq \alpha =\gamma +\beta \sigma (\gamma )+\beta \sigma (\beta )\sigma ^{2}(\gamma )+\ldots +(\beta \sigma (\beta )\ldots \sigma ^{n-2}(\beta )\sigma ^{n-1}(\gamma ).}
Если применить отображение {\displaystyle \sigma } к {\displaystyle \alpha ,} а потом помножить полученное выражение на {\displaystyle \beta ,} то первое слагаемое перейдёт во второе и т. д., а последнее перейдёт в первое, так как {\displaystyle \beta \sigma (\beta )\ldots \sigma ^{n-2}(\beta )\sigma ^{n-1}(\beta )=N(\beta )=1.}
Тогда получаем, что {\displaystyle \beta \sigma (\alpha )=\alpha ,} деля на {\displaystyle \sigma (\alpha )\neq 0} имеем {\displaystyle \beta ={\frac {\alpha }{\sigma (\alpha )}}.} Необходимость доказана.

## Аддитивная форма
Пусть {\displaystyle G} — группа Галуа конечного циклического расширения {\displaystyle E/K,} а {\displaystyle \sigma } - её образующая. Тогда след элемента {\displaystyle \beta \in E} равен 0 тогда и только тогда, когда существует такой ненулевой элемент {\displaystyle \alpha \in E,} что {\displaystyle \beta =\alpha -\sigma (\alpha ).}
Доказательство достаточности полностью аналогично мультипликативному случаю, а для необходимости рассматриваем элемент
{\displaystyle \gamma \in E,} для которого {\displaystyle \mathrm {tr} \gamma \neq 0} и строим требуемое {\displaystyle \alpha } в виде:
{\displaystyle \alpha ={\frac {1}{\mathrm {tr} \gamma }}[\beta \sigma (\gamma )+(\beta +\sigma (\beta ))\sigma ^{2}(\gamma )+\ldots +(\beta +\ldots +\sigma ^{n-2}(\beta ))\sigma ^{n-1}(\gamma )|.}